# 柏连阳
柏连阳（1967年12月—），湖南省永州市祁阳县人，湖南农业大学毕业，现任湖南省农科院党委书记、副院长。学术专攻是农药加工与应用。原湖南人文科技学院院长、党委书记。中国植物保护学会副理事长、湖南省科学技术协会副主席、湖南省农学会理事长。

## 生平
1967年12月，柏连阳出生在湖南省永州市祁阳县，1984年考入湖南农学院（今湖南农业大学），毕业后1988年7月至1994年10月在湖南省植物保护研究所工作。1994年10月回到母校湖南农业大学，在植保系任教，2003年12月升任副校长。2009年4月，柏连阳转任位于湖南省娄底市的湖南人文科技学院院长、党委副书记，翌年8月升任党委书记。2013年7月调回长沙市，出任湖南省农业科学院党委书记、副院长。

## 荣誉
- 2021年11月18日，中国工程院农业学部院士[3]